# Tevin Coleman
Pour les articles homonymes, voir Coleman.
(en) Statistiques sur pro-football-reference
Tevin Coleman, né le 16 avril 1993 à Oak Forest dans l'État de l'Illinois, est un américain, joueur professionnel de football américain. Il joue au poste de running back pour la franchise des Jets de New York en National Football League (NFL).